# نیانزیگوان (شهر)
نیانزیگوان (به لاتین: Niangziguan) یک شهرک در جمهوری خلق چین است که در شهرستان پیندینگ واقع شده‌است. نیانزیگوان ۳۷۹ متر بالاتر از سطح دریا واقع شده‌است.

## نگارخانه

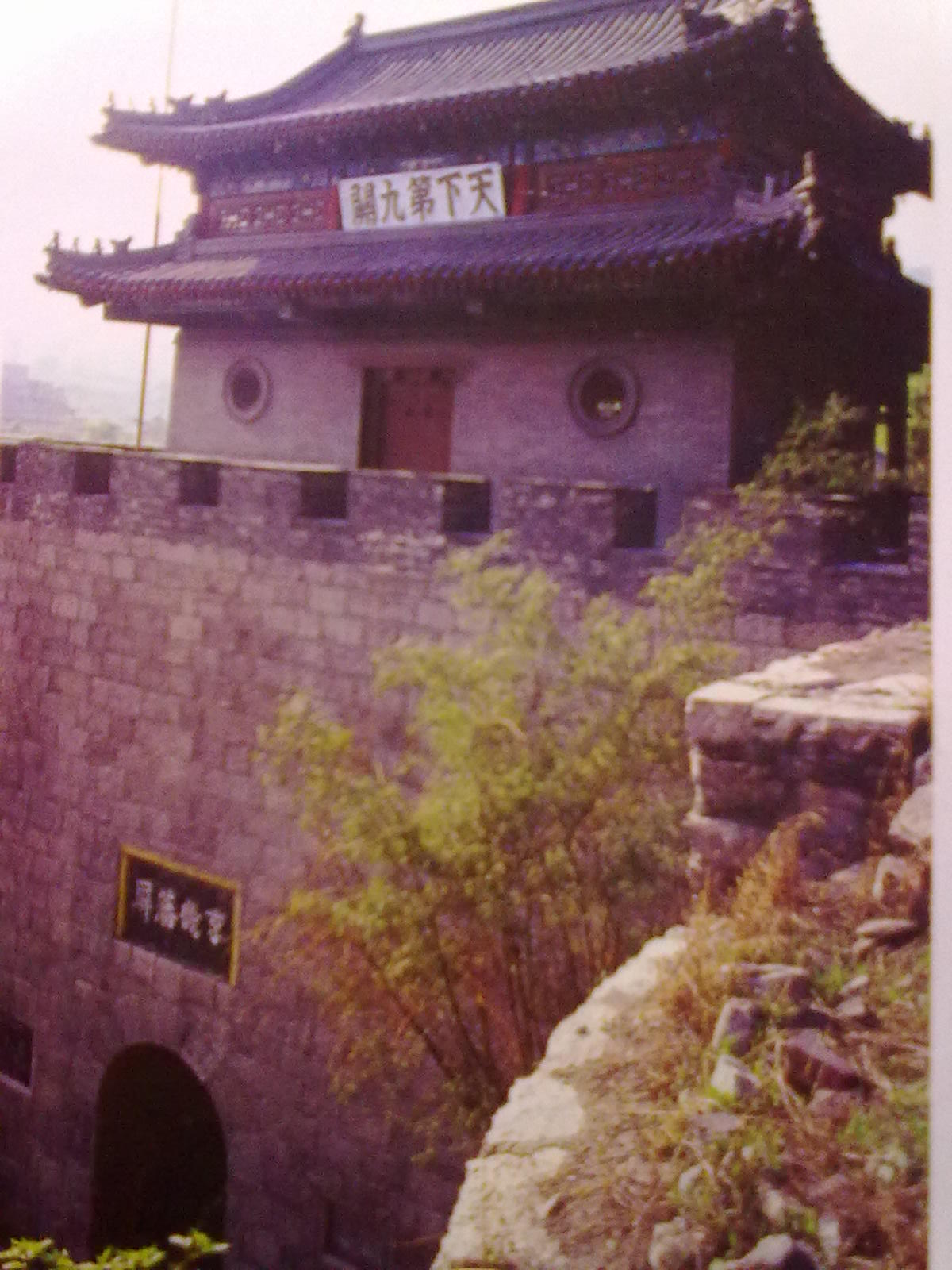